# Israel Amice
Israel Amice (ou Amyce, c.1548 - 1607) foi um MP na Cornualha, representando o eleitorado de St Mawes. Ele foi eleito nas eleições gerais de 1571 no Reino Unido, mas não voltou ao Parlamento após as eleições seguintes.
Amice produziu um mapa de levantamento do Castelo Hedingham em 1592 a pedido de Lord Burghley, que o empregava na época.